# Szurdokpüspöki, Nógrád
Szurdokpüspöki  este un sat în districtul Pásztó, județul Nógrád, Ungaria, având o populație de 1.933 de locuitori (2011). 

## Demografie
Componența etnică a satului Szurdokpüspöki
     Maghiari (98,6%)
     Necunoscut (0,56%)
     Alții (0,84%)
Componența confesională a satului Szurdokpüspöki
     Romano-catolici (65,34%)
     Fără religie (9,93%)
     Reformați (2,17%)
     Necunoscută (20,9%)
     Alte religii (2,64%)
Conform recensământului din 2011, satul Szurdokpüspöki avea 1.933 de locuitori. Din punct de vedere etnic, majoritatea locuitorilor (98,6%) erau maghiari. Apartenența etnică nu este cunoscută în cazul a 0,56% din locuitori.  Din punct de vedere confesional, majoritatea locuitorilor (65,34%) erau romano-catolici, existând și minorități de persoane fără religie (9,93%) și reformați (2,17%). Pentru 20,9% din locuitori nu este cunoscută apartenența confesională.